# Victoria Rochtchyna
Victoria Volodymyrivna Rochtchyna (ou Viktoriia Roshchina, en ukrainien : Вікторія Володимирівна Рощина) née le 6 octobre 1996 à Zaporijjia et morte le 19 septembre 2024, est une journaliste ukrainienne qui a rendu compte de l'invasion russe de l'Ukraine et du siège de Marioupol. Elle disparaît en août 2023 et son décès est confirmé en octobre 2024 à la suite d'une grève de la faim, alors qu'elle est détenue en Russie.
Victoria Rochtchyna reçoit le prix Courage in Journalism 2022 de la Fondation internationale des femmes dans les médias.

## Biographie

### Jeunesse et famille
Victoria Rochtchyna naît le 6 octobre 1996 à Zaporijjia, dans le Sud de l'Ukraine,. Elle a une sœur. Elle fait ses études à Kiev.

### Carrière
Victoria Rochtchyna a travaillé comme journaliste indépendante pour Ukrainska Pravda, Radio Free Europe, et Hromadske. Elle a écrit au sujet de la vie dans les zones occupées par la Russie en Ukraine, en particulier la Crimée, et sur le siège de Marioupol. Elle est arrêtée par l'armée russe à Vasilivka en mars 2022, mais réussit à s'échapper après s'être cachée dans un sous-sol pendant la nuit.
Début mars 2022, sa voiture est visée par des tirs de chars russes,. Elle réussit à s'échapper avec son chauffeur, mais son ordinateur et son appareil photo sont volés. Le 11 mars, Rochtchyna est détenue à Berdiansk par le Service fédéral de sécurité russe pendant dix jours,. Pour pouvoir être libérée, elle est forcée d'enregistrer une vidéo dans laquelle elle affirme que les forces russes lui ont sauvé la vie. Elle écrit un article sur son temps en captivité pour Hromadske. La même année, elle reçoit le prix du courage dans le journalisme décerné par l'International Women's Media Foundation (IWMF),. Elle refuse d'assister à la cérémonie de remise des prix, afin de pouvoir se concentrer sur son travail de reportage.

### Disparition et décès
En juillet 2023, Victoria Rochtchyna se rend dans l'est de l'Ukraine occupée par la Russie, probablement pour rendre compte de la crise de la centrale nucléaire de Zaporizhia et de la destruction du barrage de Kakhovka. Pour entrer sur le territoire, elle prévoit de passer par la Pologne et la Russie. Elle dit à sa famille le 3 août 2023 qu'elle a passé les contrôles aux frontières; c'est la dernière fois qu'ils ont de ses nouvelles. Ils signalent sa disparition le 12 août et déposent officiellement un rapport le 21 septembre. Sa disparition est rendue publique le 4 octobre 2023 par sa famille, à travers des reportages dans The Daily Beast et Ukrainska Pravda. Selon Anna Nemtsova, auteure de l'article du Daily Beast et amie de Victoria Rochtchyna, elle a publié cet article « pour faire des ravages » et dans l'espoir que si Rochtchyna était encore en vie, ses ravisseurs « arrêteraient de la torturer ».
Vers le 22 avril 2024, son père Volodymyr Mikhaïlovytch (en ukrainien :  Володимир Михайлович) reçoit une lettre datée du 17 avril 2024 du gouvernement russe, confirmant qu'ils détiennent Rochtchyna,,,.
L'IWMF qualifie sa détention d'« injuste » et l'Union européenne la qualifie d'« illégale » et « arbitraire ». Svetlana Gannouchkina, militante des droits de l'homme, annonce qu'elle a écrit à Tatiana Moskalkova, alors commissaire aux droits de l'homme en Russie, pour lui demander des nouvelles de Victoria Rochtchyna. Sevgil Musayeva, sa rédactrice en chef à Ukrainska Pravda, et le Syndicat national des journalistes d'Ukraine demandent sa libération immédiate.
Petro Iatsenko, du quartier général de coordination pour le traitement des prisonniers de guerre, annonce son décès le 10 octobre 2024. Dans une lettre adressée à sa famille, les responsables russes déclarent qu'elle est décédée le 19 septembre 2024. La cause de son décès reste inconnue, mais serait probablement liée à la grève de la faim qu'elle menait. Selon l'agence de presse russe Mediazona, elle était en cours de transfert à Moscou au moment de son décès. Elle aurait été transférée de la prison de Taganrog à celle de Lefortovo, ce que confirment les services de renseignements de la défense ukrainienne, qui précisent que Victoria Rochtchyna était inscrite sur une liste d'échange de prisonniers et était détenue dans la ville russe de Taganrog,. L'ONG ukrainienne Media Initiative for Human Rights déclare également qu'elle a été détenue dans la colonie pénitentiaire numéro 77 à Berdiansk avant son transfert vers le centre de détention provisoire numéro 2 à Taganrog. Les deux centres sont accusés de torturer des prisonniers,.
Une co-détenue déclare l'avoir vue encore en vie début septembre 2024, mais qu'elle avait alors « juste la peau sur les os ».
L’ouverture d’une enquête sur sa détention et sa mort est demandée par Reporters sans frontières, l’IWMF, l’Union européenne et le Comité pour la protection des journalistes. Le 11 octobre, le gouvernement ukrainien annonce qu’il considère sa disparition comme un meurtre et un crime de guerre.

### Retour du corps et autopsie
En février 2025, la Russie a restitué 757 corps à l'Ukraine, déchargés par camions, puis envoyés à différentes morgues pour analyse. Le corps de Victoria Rochtchyna était parmi ceux-ci et ses yeux, son larynx et des parties de son cerveau manquaient. « L'examen médico-légal a révélé de nombreux signes de torture et de mauvais traitements sur le corps de la victime », indique Iouriï Belooussov, un responsable du bureau du procureur général ukrainien. Ce dernier précise que Victoria Rochtchina avait notamment une côte brisée, des blessures au cou, ainsi que « des traces possibles de décharges électriques sur les pieds ».

## Publications
- (uk) Victoria Roshchyna, « Тиждень у полоні окупантів. Як я вибралася з рук ФСБ, «кадирівців» і дагестанців », Hromadske,‎ 26 mars 2022 (lire en ligne)